# Франсуа Орлеанский-Лонгвиль
Франсуа Орлеанский-Лонгвиль (François d’Orléans-Longueville; 2 марта 1513 — 25 октября 1548) — французский аристократ, один из богатейших землевладельцев Франции своего времени. 

## Биография
Выходец из дома Лонгвилей. Третий сын Людовика Орлеанского-Лонгвиля (1480—1516) и Жанны де Хохберг (ок. 1485 — 1543), правительницы княжества Нёвшатель (ум. 1543).
Состоял на военной службе у французского короля Франциска I, участвовал в войнах с императором Карлом V.
В 1536 году (19 июля) женился на Жаклин де Роган-Жье (1520—1587), младшей дочери маршала Франции Шарля де Рогана и сестре графини  де Тури — возлюбленной короля Франциска, для которой он выстроил замок Шамбор. 
Дети:
- Леонор (мужчина; 1540—1573) —  6-й герцог де Лонгвиль, супруг двоюродной сестры короля Наварры, отца ГГенрих IV.
- Жак — скончался в младенчестве.
- Франсуаза (1549—1601) — вторая жена предводителя гугенотов принца Людовика I де Бурбон-Конде.

Кроме того, у Франсуа имелся внебрачный сын от Франсуазы Блоссе, дочери барона де Торси, который был назван Франсуа (в честь отца) и стал основателем дома Орлеан-Ротлен, к которому позднее принадлежал французский учёный-нумизмат и коллекционер аббат Шарль д’Орлеан Ротлен (1691—1744).